# Певачко друштво „Абрашевић” Пирот
Певачко друштво „Абрашевић” Пирот је настало у августу 1904. године.

## Историјат
У Пироту је 1904. боравио Јован Стојановић, синовац Стевана Стојановића Мокрањца на чију је иницијативу заправо основано ово друштво. Око себе је окупио неколико следбеника, од којих су најзаслужнији Ђока Величковић и Панта Милошевић, јер су преузели на себе организовање рада. Седиште друштва је било у кафани „Стара планина” где су држали пробе.
Први наступ овог друштва је био у септембру 1904. године у кафани „Стара планина”.
Што се тиче рада дружине у периоду до Првог светског рата, ту нема података сем да је било неких 40 чланова. 